# Дуцька-Воля
Дуцька-Воля (пол. Ducka Wola) — село в Польщі, у гміні Стромець Білобжезького повіту Мазовецького воєводства.
Населення — 116 осіб (2011).
У 1975-1998 роках село належало до Радомського воєводства.

## Демографія
Демографічна структура станом на 31 березня 2011 року:
|          | Загалом | Допрацездатний вік | Працездатний вік | Постпрацездатний вік |
| -------- | ------- | ------------------ | ---------------- | -------------------- |
| Чоловіки | 59      | 8                  | 37               | 14                   |
| Жінки    | 57      | 7                  | 23               | 27                   |
| Разом    | 116     | 15                 | 60               | 41                   |